# Anette Brandhorst
Anette Brandhorst (* 1. April 1936 in Stendal; † 1. Mai 1999 in Köln; geborene Anette Petersen) war eine deutsche  Erbin aus der Industriellenfamilie Henkel und Kunstsammlerin.

## Leben und Wirken
Anette Petersen wurde als Tochter von Elisabeth Henkel (1914–1998), später bekannt als Lisa Maskell, einer Tochter von Hugo Henkel, aus ihrer Ehe mit dem Architekten Ernst Petersen geboren, der auch Darsteller in Bergfilmen mit Leni Riefenstahl war.
Anette Petersen heiratete in erster Ehe Klaus Friedrich Koch, in zweiter Ehe Udo Brandhorst. Zusammen mit Udo Brandhorst baute sie über mehr als 20 Jahre eine der bedeutendsten privaten Sammlungen zeitgenössischer Kunst in Deutschland auf. Diese wurde 1993 in die Udo und Anette Brandhorst Stiftung überführt und als Sammlung Brandhorst im 2009 eröffneten Museum Brandhorst in München ausgestellt.
Anette Brandhorst war darüber hinaus seit 1987 Mitglied des Kuratoriums der von ihrer Mutter gegründeten Gerda Henkel Stiftung, von 1998 bis zu ihrem Tod dessen Vorsitzende.